# Ufficiali di Notte
Los Ufficiali di Notte (español: «Oficiales de Noche») fueron un tribunal florentino que se encargaba de la represión de la homosexualidad masculina, actividad que, por ser clandestina, se efectuaba sobre todo de noche, de ahí la denominación del tribunal. No se conoce ningún caso en el que este tribunal actuara sobre mujeres.
Fue creado por el regimiento florentino en 1432 y estuvo activo hasta el 29 de diciembre de 1502. Estaba compuesto por seis miembros. Todos debían ser hombres casados, mayores de 45 años y se escogían por periodos de un año. 
Las denuncias por sodomía llegaban de forma anónima, en papeles que se depositaban en las urnas distribuidas a tal efecto por la ciudad. Los archivos de los Ufficiali di Notte han proporcionado a los historiadores datos muy valiosos sobre la homosexualidad en la época: así, por ejemplo, que los implicados en tal práctica eran de edad joven (entre 1478 y 1502, más del 80% de los acusados tenían menos de treinta años) y que el rol pasivo solía correr a cargo de los más jóvenes, mientras que los activos eran los adultos. 
Pese a su labor represora y punitiva, los Ufficiali di Notte no se distinguieron por su crueldad y, de hecho, supusieron un avance respecto a los castigos aplicados anteriormente en Florencia. Aunque entre las penas establecidas todavía estaban vigentes la castración y la muerte en la hoguera, en la mayoría de sus condenas se castigaba con una multa. Se han contabilizado unas 2.500 condenas por sodomía en los registros de los Ufficiali di Notte durante todo el tiempo de su existencia (en el último tercio, de 1478 a 1502, hubo 4.062 acusaciones; se calcula que unos 12.500 hombres en total fueron acusados ante este tribunal).
Entre los encausados destaca Leonardo da Vinci. El 8 de abril de 1476 se presentó una denuncia anónima contra varias personas, por sodomía consumada con el joven de 17 años Jacopo Saltarelli. Además de Leonardo, entre los otros acusados estaban Bartolomeo di Pasquino y sobre todo Leonardo Tornabuoni, joven vástago de la influyente familia florentina de los Tornabuoni, emparentada con los Médici. Según algunos estudiosos fue la implicación de este último lo que jugó a favor de los acusados. El 7 de junio la denuncia se archivó y todos los imputados fueron absueltos por falta de pruebas.
Estos casos y, en general, la fama de la práctica de la sodomía en Florencia fue muy popular en toda Europa, hasta el extremo de que en Alemania se acuñó el término Florenzer como sinónimo de sodomita.